# 渋川幸子
渋川 幸子（しぶかわ こうし、元弘2年（1332年） - 明徳3年6月25日（1392年7月15日））は、室町幕府の第2代将軍・足利義詮の正室。渋川義季の娘で母は北条朝房の娘。兄弟に渋川直頼。生年については元弘3年（1333年）説もある。法名は法観。号は香厳院殿。

## 生涯
渋川義季の姉（幸子の伯母）である本光院が足利直義に嫁いでいた縁で、義詮の正室（「大樹室家」）に選ばれたとみられている。観応2年（1351年）に義詮との間に長男千寿王が生まれるが5歳で夭折、以後子供に恵まれなかった。その後、側室紀良子が義詮との間に足利義満・満詮を儲けるが、幸子はこの兄弟の養母として育成にあたった。
貞治6年（1367年）に義詮が急死すると、「大方禅尼」「大御所渋河殿」と称せられて義満の後見となり、管領・守護大名と言えども彼女の動向を窺う有様であり、彼女は斯波義将と結んで細川頼之らと対抗した。既に貞治5年（1366年）に当時18歳であった甥の渋川義行が九州探題に任命されたが、これは当時管領であった義将が幸子の意向を受けたからであると言われている。康暦3年（1381年）に行われた後円融天皇の室町第行幸の際には、典侍日野宣子とともに従一位を授けられた。これは生前の極位が従二位であった平清盛の正室の二位尼、源頼朝の正室の北条政子、足利尊氏の正室の赤橋登子を超えるものであった。また将軍義満生母の紀良子や正室日野業子も従二位にとどまっていた。
明徳3年（1392年）に没し、嵯峨香厳院に葬られた。